# 19.99 (мініальбом)
19.99 — третій мініальбом південнокорейського бой-бенду Boynextdoor, що випущений 9 вересня 2024 року лейблом KOZ Entertainment. Альбом вийшов через п'ять місяців після попередньої платівки How?.
Учасники гурту, а саме: Джехьон, Тесан та Унхак — стали авторами пісень. Вони досліджують проблеми та тривожність молоді до досягнення двадцятирічного віку. Саме тому реліз й отримав таку назву. До мініальбому було випущено два сингли: «Dangerous» та «Nice Guy».

## Передісторія
Boynextdoor називали свої перші три релізи — Who! (2023), Why… (2023) та How? (2024) — частиною трилогії «Перше кохання», в якій розповідалась історія про «першу закоханість та розбите серце».
Після релізу «How?» учасник гурту Тесан зазначив, що вони продовжать досліджувати «дуже актуальні» теми у наступних релізах.
24 липня 2024 року газета Чосон Ільбо повідомила, що гурт вже завершує роботу над новою музикою, яка буде випущена у вересні.

## Музика та тексти пісень
19.99 складається з семи треків, загальною тривалістю 18 хвилин і чотири секунди. Розмірковуючи над процесом дорослішання, мініальбом змінив тематику попередніх трьох релізів. «19.99» зосереджений на самовираженні та рефлексії.
Мініальбом вміщує всі ті складні почуття, через які ви проходите, коли дуже близькі до двадцятиріччя.— Джехьон на презентаціі 19.99
Спираючись на особистий досвід, учасники дослідили «ключовий момент переходу 19-річного юнака у 20-річного [sic]».

### Пісні
19.99 починається з хіп-хоп треку «Dangerous», який розповідає про втечу вночі, що досліджує тему підліткового бунту.
Наступна пісня «Gonna Be a Rock» вже описує душевний біль ліричного героя.
Натхненні хіп-хоп альбомами, Boynextdoor розміщують третім треком «Skit», що передує синглу «Nice Guy». «Nice Guy» — це сінті-поп композиція про впевненість у собі.
Наступний трек «20» присвячений молоді, а текст був написаний Джехьоном під час візиту до його старого району.
Останній трек «Call me» був сильно натхненний «милим повідомленням», яке Тесан отримав від свого батька і яке пізніше стало основою для приспіву.
У мініальбомі також представлена англійська версія пісні «Nice Guy».

## Випуск та просування
12 серпня KOZ Entertainment анонсував назву альбому та опублікував тизер під назвою «The Beginning of Countdown: 19.99». Трейлер тривав 16 секунд і у ньому телефон швидко веде відлік, перш ніж його піднімуть учасники. 19.99 вийшов 9 вересня 2024 року як третій мініальбом гурту, а трек «Nice Guy» став лід-синглом. До цього, 2 вересня, був випущений перший сингл «Dangerous».
Напередодні виходу мініальбому було випущено два скіти: 16 серпня «Starting Your 20s» та «How to Flirt» 6 вересня. В рекламних матеріалах також були опубліковані зображення з концептуальних фотосесій. Реліз отримав три версії: «Nice», «Dangerous» та «Twenty».

## Комерційний успіх
Згідно з даними чарту Hanteo, альбом 19.99 був проданий тиражем 759 156 копій за перший тиждень, що перевищує показник першого тижня How?.
Мініальбом дебютував на вершині чарту альбомів Oricon протягом тижня та був проданий у розмірі 134 000 копій.
У чарті Billboard Top Album Sales реліз дебютував на 3 місці. Продано було 16 500 копій, що стало третім та найкращим результатом групи в цьому чарті.
Згідно з даними, опублікованими YG Plus, 24 жовтня 2024 року загальний наклад мініальбому перевищив позначку в один мільйон копій.

## Список треків
Усі треки спродюсовані Pop Time та Kako.
| 19.99 track listing | 19.99 track listing                                          | 19.99 track listing                                                                                                  | 19.99 track listing |
| #                   | Назва                                                        | Автор | Тривалість          |
| ------------------- | ------------------------------------------------------------ | --- | ------------------- |
| 1.                  | «Dangerous» (부모님 관람불가; досл. «Restricted to Parents») | Pop Time Kako Myung Jae-hyun Taesan Woonhak                                                                          | 2:23                |
| 2.                  | «Gonna Be a Rock» (돌멩이)                                   | Pop Time Kako Myung Taesan Woonhak Nathan                                                                            | 3:17                |
| 3.                  | «Skit»                                                       | Pop Time Kako | 1:06                |
| 4.                  | «Nice Guy»                                                   | Pop Time Kako Zico Myung Taesan Woonhak Daily Likey                                                                  | 2:44                |
| 5.                  | «20» (스물)                                                  | Pop Time Kako Myung Taesan Woonhak Daily Likey                                                                       | 2:48                |
| 6.                  | «Call Me»                                                    | Pop Time Kako Myung Taesan Woonhak Daily Likey Roho                                                                  | 2:58                |
| 7.                  | «Nice Guy» (English version)                                 | Pop Time Kako Zico Myung Taesan Woonhak Daily Likey Jez Dior Chris Wallace Kkannu (AdeMade) Dian J (AdeMade) AdeMade | 2:44                |
| 18:04               |                                                              | |                     |

## Автори та залучена команда
Студія
- HYBE Studio — запис (all tracks), цифровий монтаж (tracks 2, 6–7)
- Dream Studio — запис (track 3)
- Klang Studio — зведення (track 3), цифровий монтаж (track 1)
- 821 Звукорежисура — мастеринг (all tracks)

Залучена команда
- Pop Time — автор (трек 1-2, 4-6), композитор (трек 1-2, 4-6), аранжування (треки 1-6), клавіші (трек 3)
- Kako — автор (трек 2, 6-7), композитор (трек 2, 6-7), клавіші (трек 3, 6-7), приспів (трек 2, 7)
- Натан — автор (трек 2), композитор (трек 2), аранжування (трек 2), клавіші (трек 2), приспів (трек 2)
- Мун Соль-рі — автор (трек 5)
- Roho — автор (трек 6)
- Zico — автор (трек 1,4,7)
- Daley — композитор (трек 4, 6-7), аранжування (трек 4, 6-7)
- Likey — композитор (трек 4, 6-7), аранжування (трек 4, 6-7)
- Daily — композитор (трек 4, 6-7), аранжування (трек 4, 6-7)
- Kim Seong — hun — запис, зведення (трек 3)
- Kim Bo-seong — запис, цифровий монтаж (трек 2)
- Jeong Jae — wook — запис
- Lee Yonh-sang — запис
- Jeon Ji-hwan — цифровий монтаж
- Kim Gwi-seon — цифровий монтаж (трек 1)
- Kwon Nam-woo — мастеринг
- Jvde — приспів (трек 1)
- Young Chance — приспів (трек 6)
- Gesture — приспів (трек 6)
- Rip — гітара (трек 2,4,6)
- Chris Wallace — автор (трек 7)
- Khamari — автор (трек 7)
- Disa — автор (трек 7)

## Чарти
| Чарт (2024)                                 | Найвища позиція |
| ------------------------------------------- | --------------- |
| Бельгія Belgian Albums (Ultratop Flanders)  | 83              |
| Croatian International Albums (HDU)         | 7               |
| Франція French Albums (SNEP)                | 78              |
| Greek Albums (IFPI)                         | 35              |
| Hungarian Physical Albums (MAHASZ)          | 10              |
| Японія Japanese Albums (Oricon)             | 1               |
| Japanese Combined Albums (Oricon)           | 1               |
| Japanese Hot Albums (Billboard Japan)       | 1               |
| South Korean Albums (Circle)                | 1               |
| Swedish Physical Albums (Sverigetopplistan) | 20              |
| US Billboard 200                            | 40              |
| US World Albums (Billboard)                 | 1               |

| Чарт (2024)                  | Найвища позиція |
| ---------------------------- | --------------- |
| Japanese Albums (Oricon)     | 1               |
| South Korean Albums (Circle) | 2               |

| Чарт (2024)                           | Позиція |
| ------------------------------------- | ------- |
| Japanese Albums (Oricon)              | 26      |
| Japanese Hot Albums (Billboard Japan) | 33      |
| South Korean Albums (Circle)          | 27      |

## Сертифікація
| Регіон                                             | Сертифікація  | Продажі  |
| -------------------------------------------------- | ------------- | -------- |
| Японія (RIAJ)                                      | Золотий       | 100 000^ |
| Південна Корея (KMCA)                              | 3× Платиновий | 750 000^ |
| ^відвантаження, що базуються лише на сертифікаціях |               |          |

## Історія релізу
| Регіон | Дата           | Формат       | Лейбл                         |
| ------ | -------------- | ------------ | ----------------------------- |
| Всі    | 9 вересня 2024 | CD, діджитал | - KOZ enterteinment - YG Plus |